# Pauselijke Academie
Een Pauselijke Academie is een academisch geleerdengenootschap dat gerechtigd is het predicaat Pauselijk te voeren.  Er zijn tien Pauselijke Academies, die onderling verschillen  wat betreft de thematiek, maar ook wat betreft de inrichting en organisatie. Zeven van deze academies ressorteren onder de Romeinse Curie. Sommige academies zijn uitsluitend als verzamelplaats van geleerden, terwijl aan andere ook daadwerkelijk onderwijs wordt gegeven. Van die laatste is de Pauselijke Ecclesiastische Academie, de diplomatenopleiding van de Heilige Stoel een goed voorbeeld.
Pauselijke Academies - ressorterend onder de Romeinse Curie - zijn:
1. de Pauselijke Academie voor de Cultuur der Martelaren
2. de Pauselijke Ecclesiastische Academie
3. de Pauselijke Academie voor het Leven
4. de Pauselijke Academie van Sint Thomas van Aquino (aangesloten bij de Pauselijke Raad voor de Cultuur)
5. de Pauselijke Academie voor Sociale Wetenschappen
6. de Pauselijke Theologische Academie (aangesloten bij de Pauselijke Raad voor de Cultuur)
7. de Pauselijke Academie voor de Wetenschappen
8. de Pauselijke Academie voor Latijn

De twee Academies die niet rechtstreeks onder het gezag van de Curie vallen, zijn:
1. de Pauselijke Romeinse Academie voor Archeologie
2. de Pauselijke Academie van Maria

De Pauselijke Academie van de Onbevlekte Ontvangenis is op 4 december 2012 opgeheven.